# Championnat d'Amérique du Sud de rugby à XV 1964
Navigation
Championnat 1961 Championnat 1967
Le Championnat d'Amérique du Sud de rugby à XV 1964 est une compétition de rugby à XV organisée par la Confederación sudamericana de rugby. La 4e édition se déroule du 15 août au 22 août 1964 et est remportée par l'équipe d'Argentine.

## Équipes participantes
- Argentine
- Chili
- Uruguay
- Brésil

## Format
L'Argentine, le Chili, l'Uruguay et le Brésil disputent des matchs sous la forme d'un tournoi. Le premier est déclaré vainqueur.

## Classement
| Rang | Nation        | J | V | N | D | Pm | Pe | Diff | Pts |
| ---- | ------------- | - | - | - | - | -- | -- | ---- | --- |
| 1    | Argentine (T) | 3 | 3 | 0 | 0 | 85 | 22 | +63  | 6   |
| 2    | Brésil        | 3 | 1 | 1 | 1 | 39 | 54 | -15  | 3   |
| 3    | Uruguay       | 3 | 1 | 0 | 2 | 29 | 48 | -19  | 2   |
| 4    | Chili         | 3 | 0 | 1 | 2 | 32 | 61 | -29  | 1   |

|  | Vainqueur (no 1).        |
|  | T : Tenant du titre 1961 |

## Résultats
| 15 août 1964 | Argentine | 25 – 6 | Uruguay | Sao Paulo |
| 15 août 1964 |           |        |         | Sao Paulo |
| 15 août 1964 |           |        |         | Sao Paulo |

| 16 août 1964 | Brésil | 16 – 16 | Chili | Sao Paulo |
| 16 août 1964 |        |         |       | Sao Paulo |
| 16 août 1964 |        |         |       | Sao Paulo |

| 18 août 1964 | Uruguay | 15 – 8 | Chili | Sao Paulo |
| 18 août 1964 |         |        |       | Sao Paulo |
| 18 août 1964 |         |        |       | Sao Paulo |

| 19 août 1964 | Argentine | 30 – 8 | Brésil | Sao Paulo |
| 19 août 1964 |           |        |        | Sao Paulo |
| 19 août 1964 |           |        |        | Sao Paulo |

| 22 août 1964 | Brésil | 15 – 8 | Uruguay | Sao Paulo |
| 22 août 1964 |        |        |         | Sao Paulo |
| 22 août 1964 |        |        |         | Sao Paulo |

| 22 août 1964 | Argentine | 30 – 8 | Chili | Sao Paulo |
| 22 août 1964 |           |        |       | Sao Paulo |
| 22 août 1964 |           |        |       | Sao Paulo |